# System 32
Ne doit pas être confondu avec Système 32.

Logo du System 32 de Sega

Le System 32 est un système d'arcade 32 bits pour borne d'arcade créé par Sega et commercialisé en février 1991,,. Le System Multi 32 est une évolution du système permettant l'affichage de deux écrans et le jeu en simultané.

## Description
Le System 32 est le premier système 32 bits à apparaitre dans les salles d'arcade.
Techniquement, il est constitué de parties de précédents systèmes d'arcade de Sega : système d'affichage de back ground (fond d'écran) du System 16, le système de son du System 18, le système de sprites du Y Board (chaque partie est légèrement évoluée mais reste basiquement le même matériel. En effet, à cette époque Sega est en train de développer le Model 1 et décide de ne pas créer entièrement un nouveau système

Logo du System Multi 32 de Sega

Le System Multi 32 est une évolution du système permettant l'affichage de deux écrans et le jeu en simultané. Le matériel gérant les fonctions de back ground, de son et de sprite sont les mêmes, mais le processeur principal est plus puissant NEC V70. Le son est légèrement remanié et le système embarque un YM3438 un chipset MultiPCM Sega de 28 canaux. Le System Multi 32 est un système de transition qui n'a connu que 4 jeux, au même titre que le H1 System, matériel et concept similaire qui a également eu une durée de vie très courte puisqu'un seul jeu a été commercialisé (Cool Riders).
Le premier jeu 32 bits de l'histoire de Sega est Rad Mobile en 1991, qui est sorti dans trois bornes différentes : une borne classique, une version sitdown et une autre version dans la borne prototype R360.

## Spécifications techniques

### Matériel commun
- Processeur : 32 bits RISC NEC V60 à 16,107 950 MHz
- Processeur son : Zilog Z80 à 8 MHz
- Générateur de son : 2 Yamaha YM3438 à 8 MHz + Ricoh RF5c68 à 12,5 MHz
- Affichage : 320 x 224 (horizontal)
- Nombre de couleurs : 16384
- Connectique : JAMMA 56-pin

### Spécificité du System Multi 32
- Processeur : 32 bits RISC NEC V70 à 20 MHz
- Son : YM3438 + chipset MultiPCM Sega 28 canaux

## Liste des jeux
| Titre                                    | Développeur      | Éditeur | Système         | Genre | Date |
| ---------------------------------------- | ---------------- | ------- | --------------- | ----- | ---- |
| Air Rescue                               | Sega             | Sega    | System 32       |       | 1992 |
| Alien³: The Gun                          | Sega             | Sega    | System 32       |       | 1993 |
| Arabian Fight                            | Sega             | Sega    | System 32       |       | 1993 |
| Burning Rival                            | Sega             | Sega    | System 32       |       | 1992 |
| Dark Edge                                | Sega             | Sega    | System 32       |       | 1993 |
| Dragon Ball Z: V.R.V.S.                  | Sega / banpresto | Sega    | System 32       |       | 1994 |
| F1 Exhaust Note                          | Sega             | Sega    | System 32       |       | 1991 |
| F1 Super Lap                             | Sega             | Sega    | System 32       |       | 1993 |
| Golden Axe: The Revenge of Death Adder   | Sega             | Sega    | System 32       |       | 1992 |
| Hard Dunk                                | Sega             | Sega    | System Multi 32 |       | 1994 |
| Holosseum                                | Sega             | Sega    | System 32       |       | 1992 |
| Jurassic Park                            | Sega             | Sega    | System 32       |       | 1994 |
| Looney Tunes: By A Hare                  | Sega             | Sega    | System 32       |       | 1993 |
| OutRunners                               | Sega             | Sega    | System Multi 32 |       | 1992 |
| Rad Mobile                               | Sega             | Sega    | System 32       |       | 1991 |
| Rad Rally                                | Sega             | Sega    | System 32       |       | 1991 |
| SegaSonic the Hedgehog                   | Sega             | Sega    | System 32       |       | 1993 |
| Slipstream                               | Capcom           | capcom  | System 32       |       | 1995 |
| Soreike Kokorogy                         | Sega             | Sega    | System 32       |       | 1993 |
| Soreike Kokorogy 2                       | Sega             | Sega    | System 32       |       | 1994 |
| Spider-Man: The Video Game               | Sega             | Sega    | System 32       |       | 1991 |
| Stadium Cross                            | Sega             | Sega    | System Multi 32 |       | 1992 |
| Super Visual Football: European Sega Cup | Sega             | Sega    | System 32       |       | 1994 |
| Title Fight                              | Sega             | Sega    | System Multi 32 |       | 1992 |